# Österreichische Nationalbibliothek

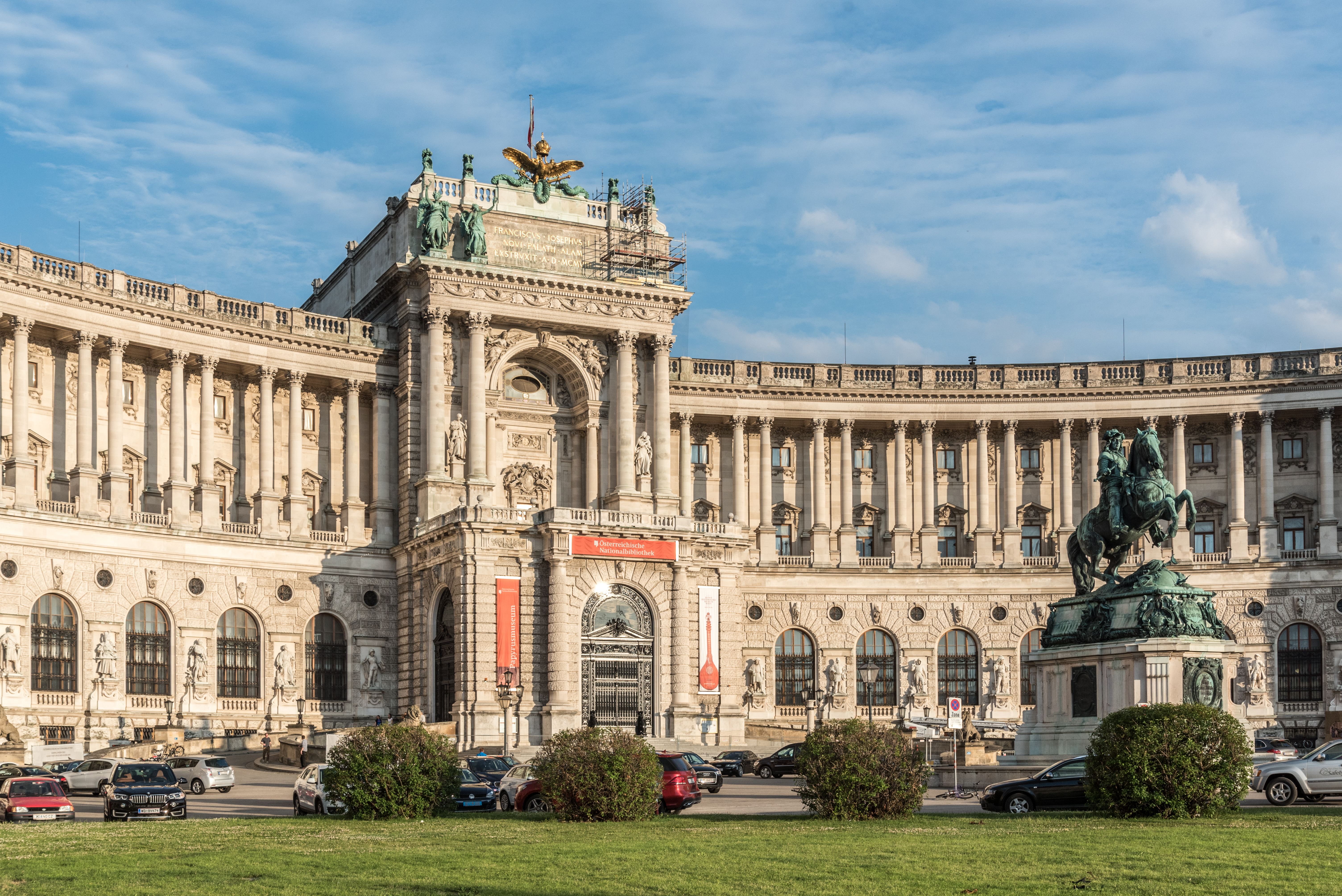
Eingang Heldenplatz, Burggartentrakt (2006)

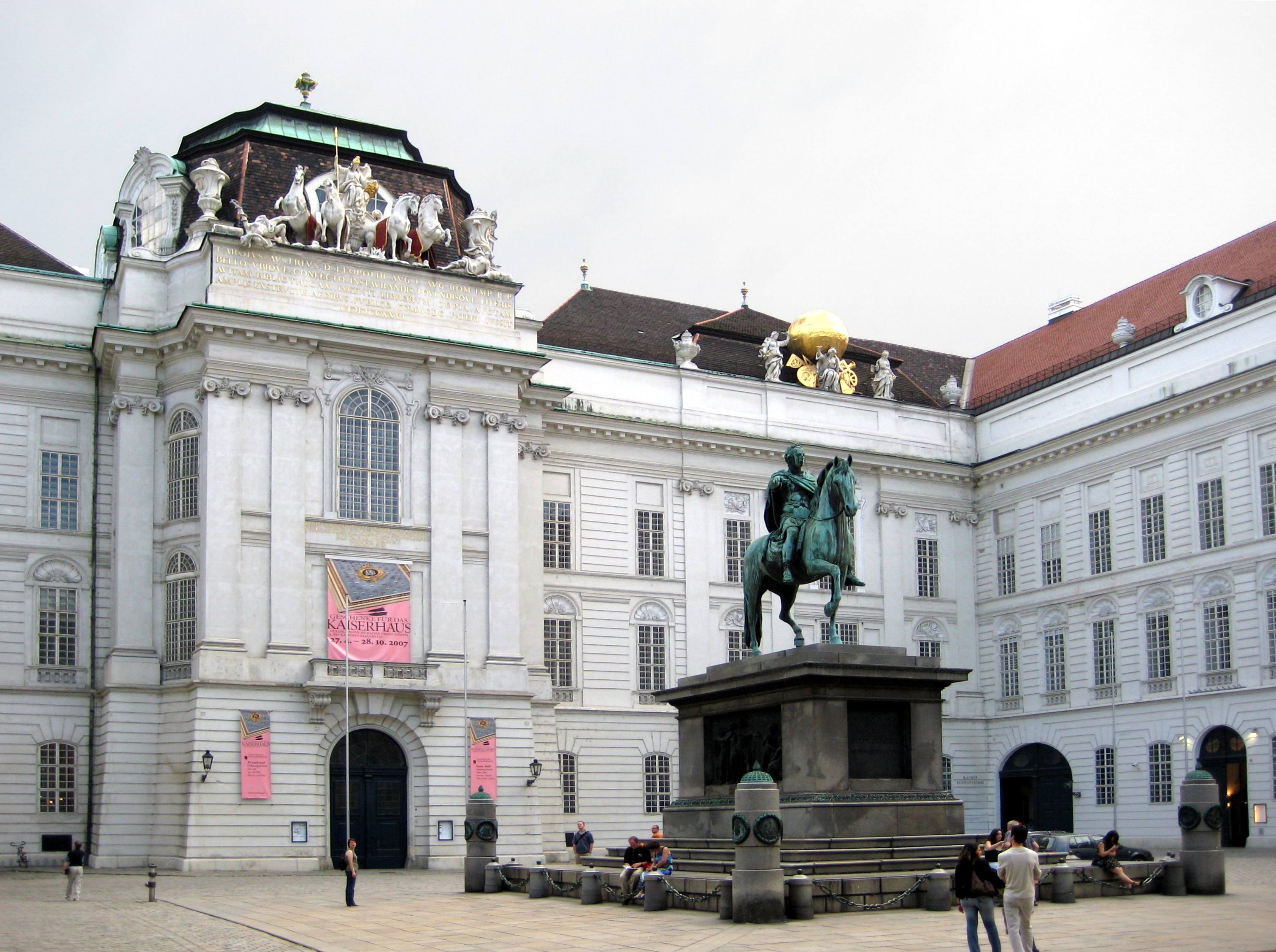
Eingang Josefsplatz, Hofbibliothek

Die Österreichische Nationalbibliothek mit Sitz in der Hofburg in Wien ist die öffentlich zugängliche, zentrale wissenschaftliche Bibliothek der Republik Österreich. Die Lesesäle befinden sich am Heldenplatz, die historischen Sammlungen und die Verwaltung sind vom benachbarten Josefsplatz zugänglich. Weitere Abteilungen befinden sich in anderen Teilen der Hofburg und im Palais Mollard-Clary in der Herrengasse. Die zuständige Aufsichtsbehörde der Österreichischen Nationalbibliothek ist das Bundeskanzleramt.
Als Nationalbibliothek sammelt sie unter anderem die Pflichtexemplare aller in Österreich erschienenen oder hergestellten Druckwerke. Darunter sind alle von den österreichischen Universitäten approbierten Dissertationen. Seit Juli 2000 wurde die Sammlung von Pflichtexemplaren auf elektronische Medien ausgeweitet. Mit dem Projekt ANNO werden auch historische Zeitungen und Zeitschriften gescannt und online zur Verfügung gestellt.
Im Kaisertum Österreich, ab 1867 in Österreich-Ungarn, war die Bibliothek bis zum Ende des Ersten Weltkrieges als k. k. Hofbibliothek eine der umfangreichsten Universalbibliotheken der Welt. Heute liegt der Schwerpunkt der Sammlung im geisteswissenschaftlichen Bereich.
Als Bundesmuseum umfasst die Österreichische Nationalbibliothek auch fünf spezielle Angebote: den Prunksaal, das Papyrusmuseum, das Globenmuseum, das Esperantomuseum und das Literaturmuseum der Österreichischen Nationalbibliothek im denkmalgeschützten ehemaligen k.k. Hofkammerarchiv in der Johannesgasse 6 im 1. Wiener Bezirk.

### Karl VI. und Maria Theresia

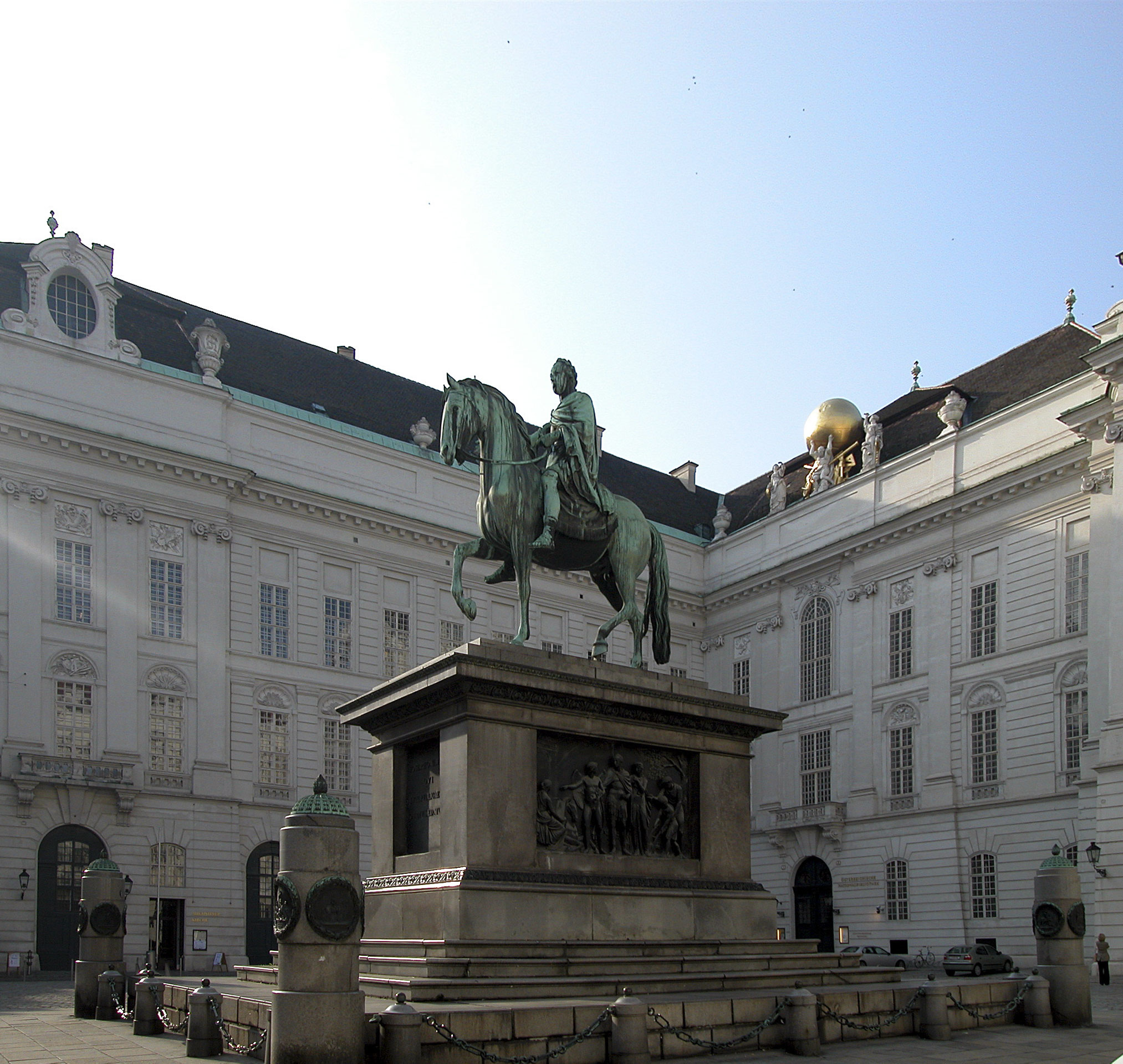
Josefsplatz (2005)

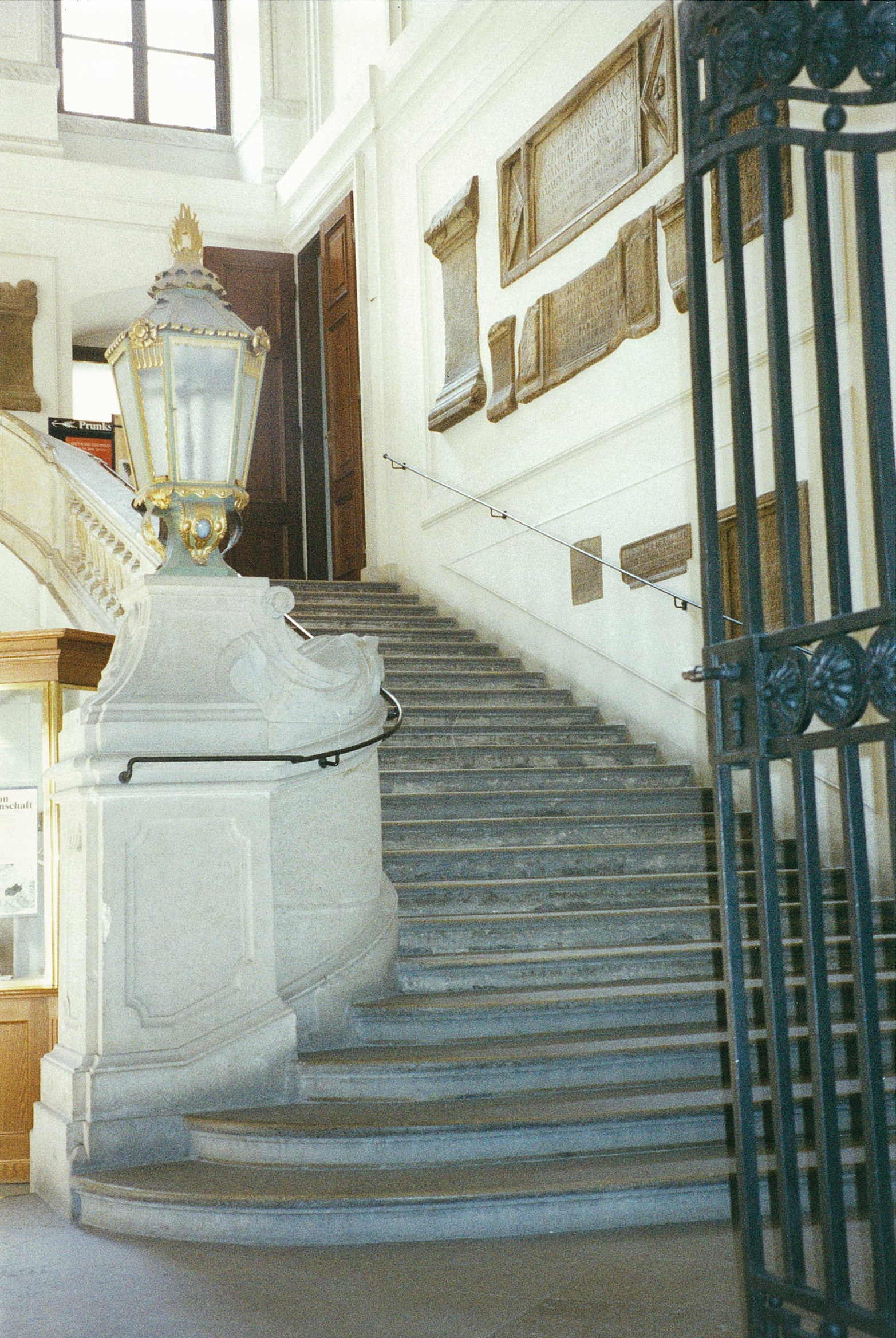
Stiege zum Prunksaal der Hof-Bibliothek (2002)

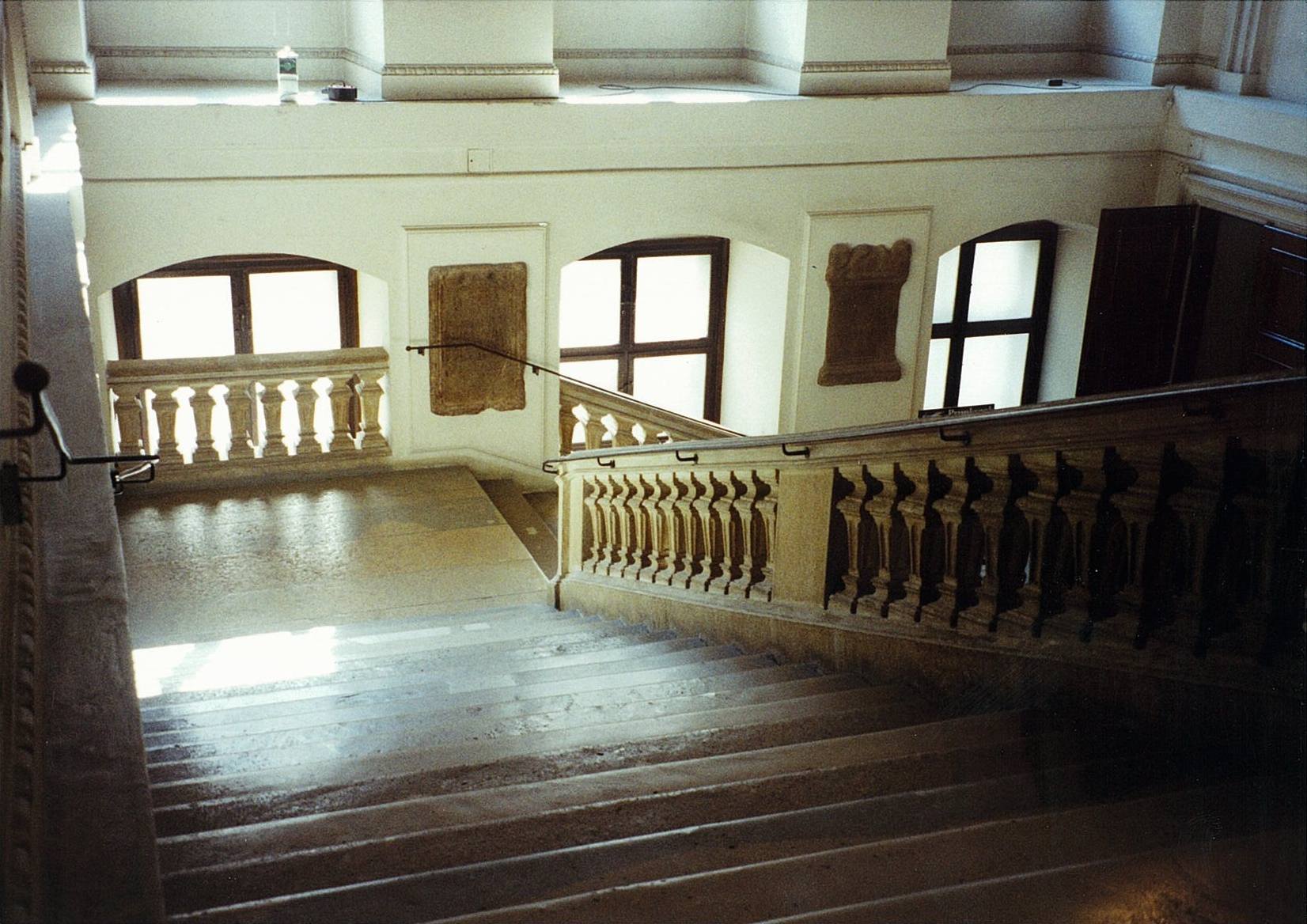
Stufen, Podeste der Stiege zum Prunksaal aus glattpoliertem Kaisersteinbrucher Kaiserstein (2002)

## Lage und Gebäude

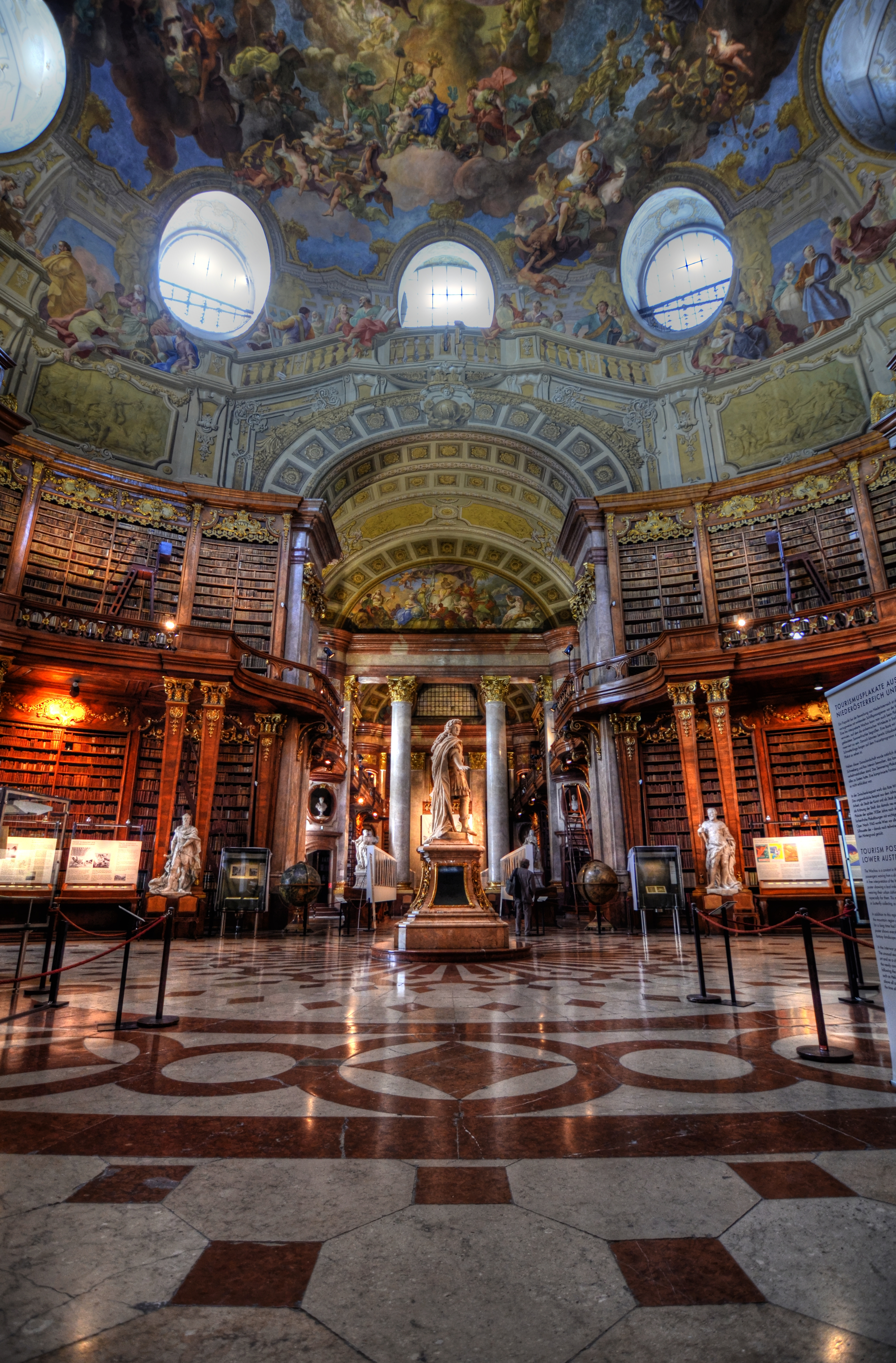
Barocker Prunksaal (2012)

Die Österreichische Nationalbibliothek befindet sich in der Hofburg im 1. Wiener Bezirk. Der historische Zugang erfolgte vom Josefsplatz, der aktuelle Zugang zum Lesesaal in der Neuen Burg besteht vom Heldenplatz aus.
Der Prunksaal war das erste Gebäude, das eigens für die Hofbibliothek gebaut wurde, vorher wurden die Bücher im Minoritenkloster gelagert. Der Bau wurde 1723 von Johann Bernhard Fischer von Erlach begonnen und nach dessen Tod von seinem Sohn Joseph Emanuel 1726 fertiggestellt. Die Skulpturen auf dem Gebäude stammen von Lorenzo Mattielli. Der Prunksaal ist nach der ursprünglichen Aufstellung der Bücher in eine Kriegs- und Friedensseite geteilt, was sich in den Fresken widerspiegelt. Diese stammen von Daniel Gran. Das Fresko in der Mittelkuppel stellt die Apotheose Karls VI. dar, dessen Bild von Herkules und Apoll gehalten wird. Um das Bild des Kaisers sind in einem komplizierten Programm allerlei allegorische Figuren versammelt, die die Tugenden der Habsburger und den Reichtum ihrer Länder symbolisieren sollen. Der Prunksaal gilt als einer der weltweit schönsten Bibliotheksräume.
Im Gebäude der Hofbibliothek stehen Kaiserstatuen von Peter und Paul Strudel und vier Globen von Vincenzo Coronelli. 1735 gestaltete Antonio Corradini die zentrale Statue von Karl VI. als Römisch-Deutschem Kaiser im Zentrum des Prunksaals.
Bereits unter Maria Theresia zeigten sich Risse in der Kuppel, weshalb diese vom Hofarchitekten Nikolaus Pacassi mit einem Eisenring verstärkt wurde. Das Deckenfresko von Gran (an dem die Spur eines Risses heute noch zu sehen ist) wurde von Franz Anton Maulbertsch restauriert. Zur selben Zeit entstanden die Flügelbauten, die die Bibliothek mit der Hofburg und der Augustinerkirche verbinden und mit ihr den Josefsplatz bilden.

## Aufgaben und Bestände

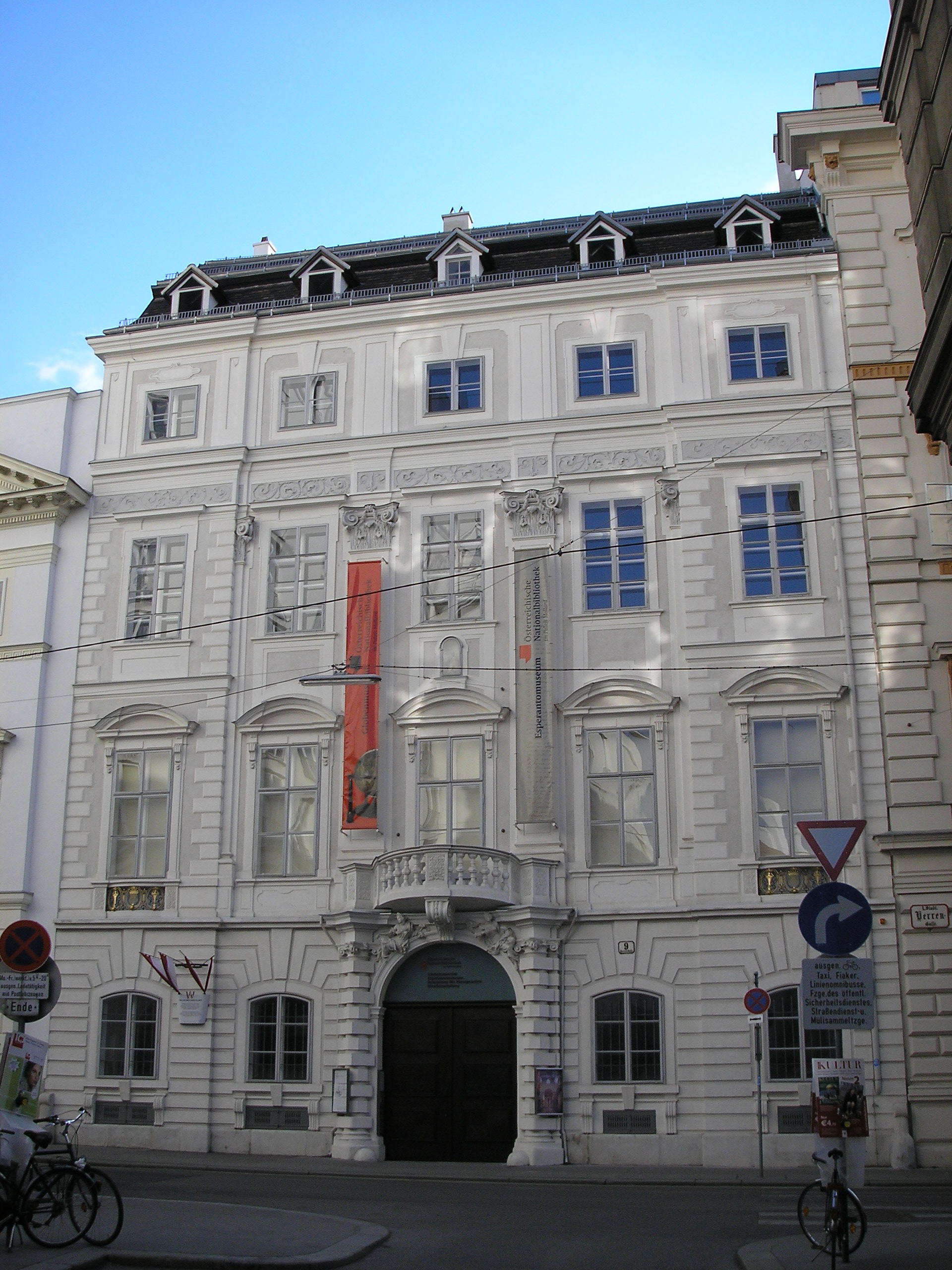
Das Palais Mollard-Clary an der Herrengasse beherbergt die Musik- und die Globensammlung sowie das Esperantomuseum und die Plansprachensammlung (2006)

Eine der Hauptaufgaben der Österreichischen Nationalbibliothek ist die Sammlung und Archivierung aller in Österreich erscheinenden Publikationen (auch elektronischer Medien). Gemäß dem Mediengesetz müssen von in Österreich erscheinenden periodischen Druckwerken vier und von sonstigen Druckwerken je zwei Pflichtexemplare der Nationalbibliothek abgeliefert werden.
Daneben sammelt die Bibliothek alle Werke österreichischer Autoren, die im Ausland erscheinen, sowie solche Werke, die Österreicher oder das österreichische Geistes- und Kulturschaffen betreffen. Weitere Publikationen aus dem Ausland werden mit Schwerpunkt auf dem Bereich der Geisteswissenschaften aufgenommen.
Aufgaben und Dienstleistungen der Nationalbibliothek umfassen die Erschließung der Bestände und deren Bereitstellung in Form von Leihe vor Ort, Fernleihe, Recherchediensten sowie Auskunfts-, Informations- und Reproduktionsservices. Der gesetzlich gegebene allgemeine Bildungsauftrag wird auch durch die Zusammenarbeit mit Universitäten, Schulen und Erwachsenenbildungseinrichtungen befolgt.
Insgesamt verfügt die Nationalbibliothek über mehr als 12 Millionen Objekte, wovon rund 4 Millionen Bücher sind.

### Kartensammlung und Globenmuseum
Die Kartensammlung besteht seit 1906, jedoch wurden die Landkarten bereits seit dem 16. Jahrhundert in der kaiserlichen Hofbibliothek gesammelt. Nach dem Ersten Weltkrieg wurde auch die Sammlung der Habsburger übernommen, die so genannte habsburgische Familien-Fideikommiss-Bibliothek.
Angeschlossen ist der Kartensammlung das weltweit einzige Museum für Globen, in dem 695 Globen und andere astronomische Instrumente verwahrt werden. Es besteht seit 1956 und befindet sich heute im Palais Mollard-Clary in der Herrengasse. Bestände gibt es jedoch seit dem 16. Jahrhundert. Der Hauptanteil besteht aus Globen, die schon vor 1850 angefertigt wurden. Zur Sammlung gehört die passende Fachliteratur.

### Papyrussammlung und Papyrusmuseum
Ende des 19. Jahrhunderts wurde in der Hofbibliothek mit der Papyrussammlung eine bedeutende Teilsammlung der Bibliothek gegründet. Die Sammlung geht auf eine private Sammlung von Erzherzog Rainer zurück. Dieser schenkte sie am 18. August 1899 Kaiser Franz Joseph I. mit der Bitte, er möge die Sammlung der Hofbibliothek zuweisen.
Die Papyrussammlung enthält etwa 180.000 Objekte aus dem Zeitraum vom 15. Jahrhundert v. Chr. bis zum 13. Jahrhundert n. Chr. Neben Papyri umfasst die Sammlung Papiere, Tontafeln und beschriebene Holz- und Wachstabletts, Steintafeln, Leder, Textilien und Knochen sowie Gold-, Silber- und Bronzegegenstände mit Inschriften. Damit ist die Papyrussammlung der Nationalbibliothek eine der größten derartigen Sammlungen weltweit.

### Musiksammlung
Die Musiksammlung entstand nicht durch eine Gründung, sondern kristallisierte sich über Jahrhunderte hinweg innerhalb der Bestände der ehemaligen k.k. Hofbibliothek als Spezialsammlung heraus. In ihr finden sich zahlreiche Partituren und Erstdrucke von Werken bekannter Komponisten wie Anton Bruckner oder Richard Strauss. Der Ankauf der Bibliothek Albert Fuggers brachte wertvolle Musikalien in den Besitz der Hofbibliothek. Besondere Bedeutung kommt auch Gottfried van Swieten zu, der als Bibliothekspräfekt von 1777 bis 1803 die musikalischen Belange außerordentlich förderte.
Ein entscheidender Zuwachs war 1826 die Übernahme der Altbestände der Hofmusikkapelle. Die Musiksammlung der Österreichischen Nationalbibliothek ist das größte Musikarchiv Österreichs und zugleich eine moderne wissenschaftliche Gebrauchsbibliothek. Die Sammlung umfasst Musikhandschriften und -drucke, Textbücher von Opern und Vokalwerken genauso wie Tonträger, musikwissenschaftliche Literatur und die Nachlässe bedeutender österreichischer Komponisten. 2005 übersiedelte die Sammlung in das Palais Mollard-Clary (Wien 1., Herrengasse 9).

### Sammlung von Handschriften und alten Drucken

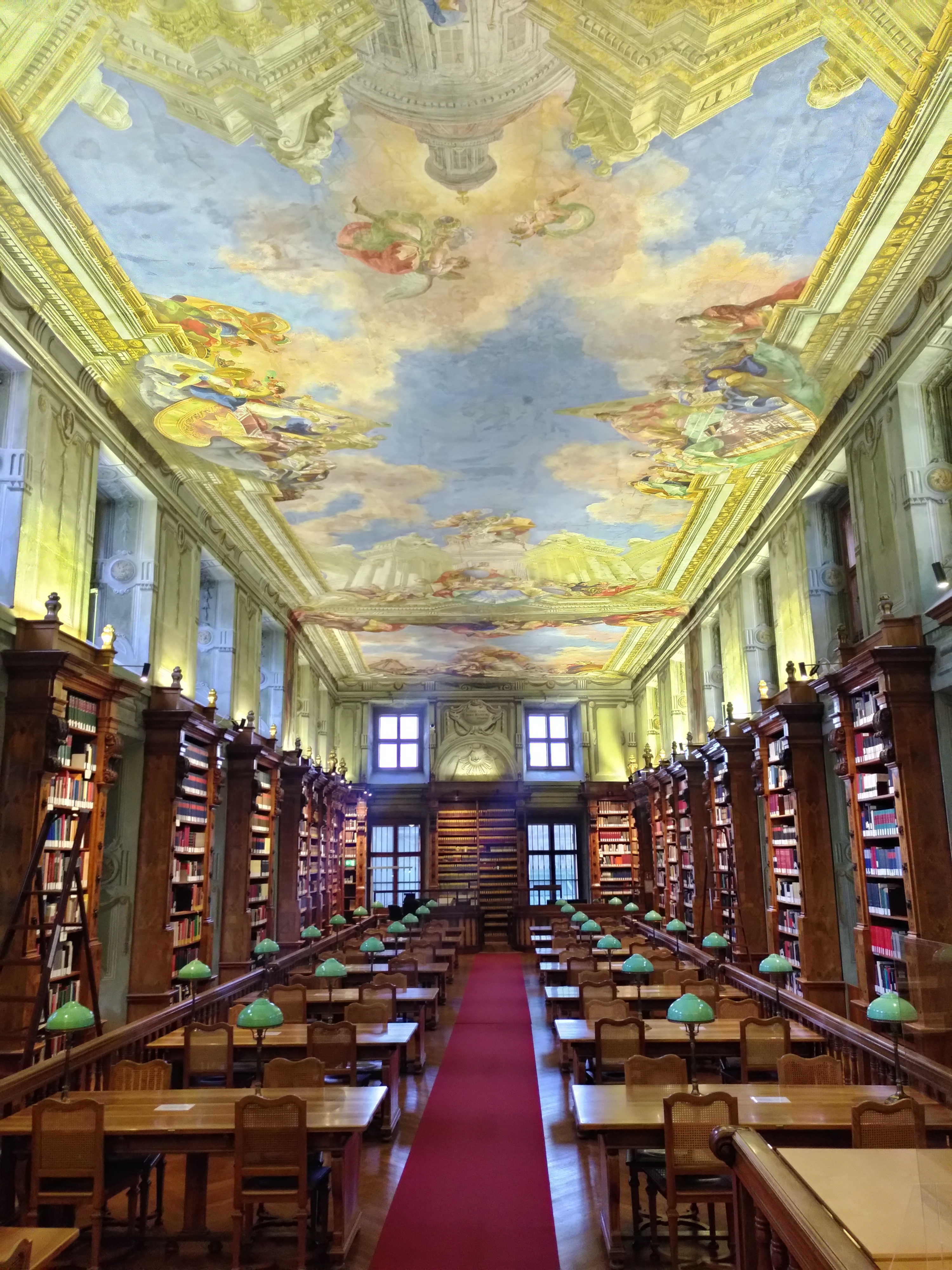
Augustinerlesesaal (2024)

Nachdem im April 2008 die „Handschriften-, Autografen- und Nachlass-Sammlung“ und die „Sammlung von Inkunabeln, alten und wertvollen Drucken“ zusammengelegt wurden, sind deren Sammlungsbestände im Augustinerlesesaal einsehbar. Die Sammlung beinhaltet Inkunabeln, Druckschriften von 1501 bis einschließlich 1850 und darüber hinaus bibliophile sowie seltene und wertvolle Drucke ohne zeitliche Einschränkung. Die etwa 8000 Inkunabeln (der weltweit viertgrößte Bestand) zählen hierbei zum wertvollsten Teil der alten Drucke. Etwa ein Fünftel aller im 15. Jahrhundert gedruckten Werke sind in der Sammlung vorhanden und diese zählt somit weltweit zu dem insgesamt fünftgrößten historischen Druckschriftenverband. Die Handschriftensammlung der Österreichischen Nationalbibliothek beherbergt neben dem weltweit bedeutendsten Handschriftenbestand (wie die Fugger-Zeitungen) zahlreiche Autographen und Nachlässe. Ergänzt wird die Sammlung von Handschriften und alten Drucken durch die Einbandsammlung und die Sinica- und Japonicabestände der Bibliothek.
Der Augustinerlesesaal ist ein barocker, mit prachtvollen Deckenfresken von Johann Bergl ausgestatteter Lesesaal. Der Lesesaal des an die Hofbibliothek angrenzenden Augustinerklosters wurde 1830 von der kaiserlichen Bibliothek übernommen. Im Laufe der Jahrhunderte wurde der Raum als Depot, Verwaltungsraum, allgemeiner Lesesaal und zuletzt als Sonderlesebereich für „das alte und schonenswerte Buch“ genutzt.

### Bildarchiv und Grafiksammlung
Das Bildarchiv der Österreichischen Nationalbibliothek ist die größte Bilddokumentationsstelle Österreichs und umfasst rund zwei Millionen Objekte unterschiedlichster historischer Mediengattungen. Des Weiteren beherbergt sie die ehemalige Familien-Fideikommissbibliothek des Hauses Habsburg-Lothringen, die 1921 in das Eigentum der Republik Österreich überführt und in die Nationalbibliothek eingegliedert wurde. Sie enthält z. B. Bücher von Kaiserin Maria Ludovika Beatrix von Österreich-Este, einer Gattin Franz I., die beim Ankauf der Werke von Johann Wolfgang von Goethe beraten wurde.
Die Grafiksammlung umfasst mehr als 600.000 Objekte, Druckgrafiken, Aquarelle, Zeichnungen und Kunstobjekte. Die Schwerpunkte der Grafikbestände liegen auf Porträts von Angehörigen des Hauses Habsburg, grafischen Konvoluten mit historischen, topografischen und naturkundlichen Darstellungen sowie Exlibrissen vom 16. bis zum 20. Jahrhundert. Die Bilddokumentation befasst sich zusätzlich schwerpunktmäßig mit topografischer und Architekturfotografie, Zeitgeschichte, Porträtfotografie, Theaterfotografie und österreichischen Plakaten.